# Le Triomphe des magiciens
Le Triomphe des magiciens (titre original : High Deryni) est un roman de fantasy appartenant au cycle des Derynis de Katherine Kurtz. Il fut publié en anglais américain le 12 août 1973 par Ballantine Books, et traduit en français par Guy Abadia. C'est le troisième tome de la Trilogie des magiciens. L'action se déroule en juin et juillet 1121. L'auteur écrira ensuite une trilogie ayant lieu deux siècles plus tôt, la Trilogie des Rois. Chronologiquement, c'est la Trilogie du roi Kelson qui est la suite de ce roman.

## Résumé
Le roi Kelson mène son armée à Corwyn pour reconquérir le duché occupé par le rebelle Warin de Grey et le Primat de Gwynnedd Edmund Loris. Alaric Morgan et son cousin Duncan McLain décident de se rendre à Dhassa pour se réconcilier avec les évêques opposés à Loris. Pendant ce temps, le comte Bran Coris des Marches de l'Est trahit Kelson au profit du roi deryni de Torenth Wencit Furstán. Le jeune Sean Derry, au service Morgan est capturé... La guerre se prépare entre Gwynedd et Torenth, mais le Conseil Cambérien peut encore brouiller les cartes.

## Récompenses
En 1974, le Triomphe des magiciens est finaliste du prix Mythopoeic, mais ne le remportera pas.